# Sebastián Camargo (futbolista)
Sebastián Camargo (Cagua, Venezuela, 11 de septiembre de 1989) es un futbolista venezolano.

## Clubes
| Club               | País      | Año         |
| ------------------ | --------- | ----------- |
| Aragua Fútbol Club | Venezuela | 2008 - 2010 |